# Gustaw Cybulski

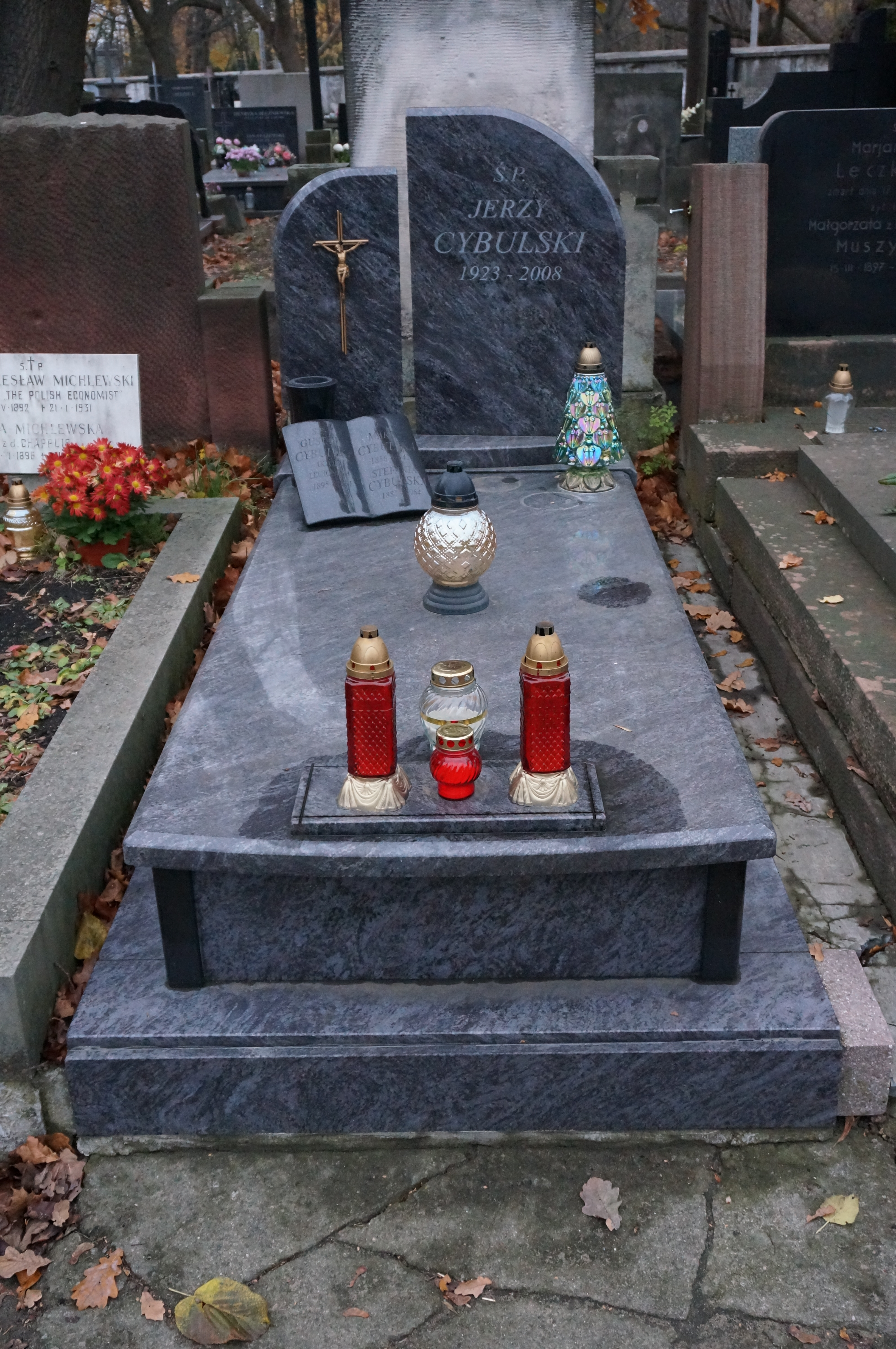
Grób Gustawa Cybulskiego na cmentarzu Powązkowskim

Gustaw Cybulski, właśc. Gustaw Grzegorz Cybulka, pseud. Gustaw Jankowski (ur. 22 stycznia 1895 w Stynawie Niżnej, pow. stryjski, zm. 18 stycznia 1931 w Warszawie) – polski aktor, reżyser, scenarzysta, poeta, producent filmowy, żołnierz Legionów Polskich.

## Życiorys
Debiutował w roku 1912 na scenie lwowskiej. W tym samym roku wstąpił do Związku Strzeleckiego we Lwowie. W roku 1914 wstąpił do I Brygady Legionów Piłsudskiego i jako żołnierz 5 pułku piechoty, pseudonim „Lirnik”, przeszedł całą kampanię wojenną. W Legionach brał również udział w organizowaniu teatru żołnierskiego. W związku z kryzysem przysięgowym internowany, a następnie po ucieczce z obozu działał w Polskiej Organizacji Wojskowej we Lwowie pod pseudonimem Gustaw Jankowski (pseudonimu tego używał również krótko po wojnie jako aktor). Za dzielną służbę żołnierską dosłużył się stopnia sierżanta zwiadu pułkowego. Jest autorem wspomnień legionowych oraz kilku tekstów pieśni legionowych m.in. „Marszu Zuchowatych”. Odznaczony czterokrotnie  Krzyżem Walecznych, Krzyżem Niepodległości, Medalem Dziesięciolecia Odzyskanej Niepodległości oraz medalami pamiątkowymi za wojnę. W swojej pracy scenicznej niejednokrotnie powracał do żołnierskich motywów legionowych.
W roku 1918 w Warszawie wznowił przerwaną karierę, początkowo w Teatrze Praskim, gdzie dał się poznać jako zdolny amant i wodewilista, a następnie występował na deskach Teatru Miejskiego w Lublinie (1918, sezon 1919/20), w Warszawie w Teatrze Miraż (1921), od grudnia 1921 roku do 1924 roku w Qui Pro Quo. W roku 1921 zagrał w filmie Janko Zwycięzca, którego jednocześnie był reżyserem i scenarzystą. Od 1924 pracował na stałe w Warszawie występując w Perskim Oku (1924-26), Qui Pro Quo (1925 oraz sezon 1926-1927), w Teatrze Kazimiery Niewiarowskiej (1926, również reżyserował), w Nowościach i Wodewilu (1926), Mignon (1929). Występował również na deskach Kabaretu Gong w Łodzi, w Krakowie w latach 1928–1929 oraz w Lwowskim Gongu od listopada 1929 do kwietnia 1930 r. Przedwcześnie zmarły aktor, był miłym, powszechnie lubianym i obdarzonym wielkim talentem artystą. Kilkakrotnie wybierany do Zarządu Głównego ZASP. Pochowany na cmentarzu Powązkowskim w Warszawie kw. c-1-9.

## Ordery i odznaczenia
- Krzyż Niepodległości
- Krzyż Walecznych czterokrotnie
- Medal Dziesięciolecia Odzyskanej Niepodległości

## Filmografia
- 1921 "Janko Zwycięzca (film)" jako plutonowy Bryś
- 1925 "Rywale (film)"

## Dyskografia
- W Pipidówce. Piosenka wojskowa. (1926, płyta szelakowa, Syrena Record 17828)
- Tirli-tirli. Piosenka wojskowa. (1926, płyta szelakowa, Syrena Record 17829)
- Sztuka aktorska. Monolog komiczny. (1926, płyta szelakowa, Syrena Record 17831)
- Pechowiec. Monolog komiczny. (1926, płyta szelakowa, Syrena Record 17832)
- Zawiany Gucio. Monolog komiczny.(1926, płyta szelakowa, Syrena Record 17830)
- Kugelman w wojsku. Monolog komiczny.(1926, płyta szelakowa, Syrena Record 17833)